# Rebecca Cummins
Rebecca Cummins é uma fotógrafa e artista multimídia que mora em Seattle, Washington.
Cummins recebeu o Chancellor's Award da Universidade de Tecnologia de Sydney e a excelente dissertação de doutorado da Universidade de 2003 intitulada Necro-Techno: Exemplos de uma Arqueologia da Mídia. Ela é professora de arte na Universidade de Washington.
O seu trabalho foi exibido no Exploratorium em San Francisco. Uma das suas peças foi usada como capa do livro de Jake Seniuk, Strait Art.